# József Bloch
József Bloch (Buda, 5 de gener, 1862 – Budapest, 6 de maig, 1922), va ser un violinista, professor de música i compositor hongarès.

## Biografia
Va ser professor de la primera generació de l'escola de violí establerta sota els auspicis de l'Acadèmia de Música i un dels mestres fundadors de l'ensenyament del violí hongarès.
Els seus primers professors a l'Acadèmia Nacional de Música de Pest van ser Alajos Gobbi, Károly Huber i Róbert Volkmann, i va continuar els seus estudis al Conservatori de París com a alumne de Charles Dancla.
Després del seu viatge a París, el 1889, va esdevenir membre del mundialment famós quartet de corda Hubay-Popper, en el qual va ser company de cambra de Jenő Hubay entre 1889 i 1992. El mateix any 1889, va començar la seva carrera com a professor de violí a l'Acadèmia de Música, gairebé simultàniament amb Jenő Hubay, primer com a professor extraordinari des del 1889 i com a professor regular des del 1898. Del 1890 al 1900, també va ser professor a l'Escola Nacional de Música i, des del 1904, va ensenyar com a cap del programa de formació de professors de violí a l'Acadèmia de Música. Com a professor preparatori per als estudiants de l'escola de mestres Hubay, va educar tota una generació de violinistes.
Imre Waldbauer, que més tard va ser professor a l'Acadèmia de Música, elogia József Bloch en el seu estudi titulat Professors de violí al mateix temps que Hubay: 
| « | "Va fer contribucions inestimables per aclarir els conceptes bàsics de la interpretació del violí, establir el sistema d'ensenyament i distribuir el currículum de manera més convenient. La seva escola de violí en 5 volums es va mantenir ferma durant gairebé cinquanta anys, quan la pedagogia avançava a gran velocitat a tot Europa. El seu mèrit no només va ser proporcionar una estructura orgànica pas a pas de la tècnica i contenir tots els valors que la literatura escolar de tot el món havia creat, sinó també introduir innombrables passos nous i originals en el procés de desenvolupament conjunt de l'anomenada tècnica "general" i "aplicada"... Rarament trobem tanta diligència, bona ambició, prudència i professionalitat en un escriptor de llibres de text com aquesta excel·lent obra preparatòria de Jenő Hubay al seu professor." | » |

Les seves obres pedagògiques són extremadament significatives: Escola de violí en 5 parts (1904); però com a compositor també és conegut per les seves altres composicions, Ouverture Solennelle (Op. 57), Obertura hongaresa, Rapsòdia hongaresa, Concert per a violí, quartet de corda, peces i estudis per a violí.